# 剛毅 (ボッティチェッリ)
『フォルテッツァ』いわゆる『剛毅』（ごうき、伊: Fortezza, 英: Fortitude）は、イタリアのルネサンス期の巨匠サンドロ・ボッティチェッリが1470年に制作した絵画である。テンペラ画。「剛毅」の擬人化としての女性像を描いた作品で、記録に現れるボッティチェッリの最初の傑作である。現在はフィレンツェのウフィツィ美術館に所蔵されている。
この作品はもともとピエロ・デル・ポッライオーロに発注された、美徳を表す1組7点の絵画で構成された連作の1つで、フィレンツェのシニョリーア広場にある商業裁判所を装飾するために制作された。このうちボッティチェッリが制作したのは『剛毅』のみであり、他の6点の板絵はピエロ・デル・ポッライオーロの工房で制作された。他の板絵がヒノキ材に描かれたのに対し、『剛毅』はトスカーナ地方で板絵によく用いられたポプラ材に描かれている。
『剛毅』に描かれた女性像のモデルはロレンツォ・デ・メディチの愛人ルクレツィア・ドナーティだった可能性がある。

## 制作経緯
連作はシニョリーア広場にある商業裁判所を装飾するために制作された。商業裁判所はフィレンツェの商人の間で起きた商取引の紛争を裁定し、組合間の正義を管理する司法機関であった。連作は1469年にピエロ・デル・ポッライオーロに発注されたが、ポッライオーロは期限までに完成させることができなかった。そこで翌1470年、裁判所の委員の1人であり、制作を監督したトンマーゾ・ソデリーニ（Tommaso Soderini）によって、まだ若くそれほど有名でなかったボッティチェッリに改めて連作のうち2点が発注された。これはソデリーニがメディチ派に属し、ボッティチェッリもまたメディチ家とつながりがあったことによる。しかし後に2点の発注のうち1点が撤回された。撤回された理由ははっきりしない。画家組合の画家たちが抗議したためとも、ポッライオーロ自身が抗議したためともいわれる。報酬は1470年8月18日に支払われた。

## 作品

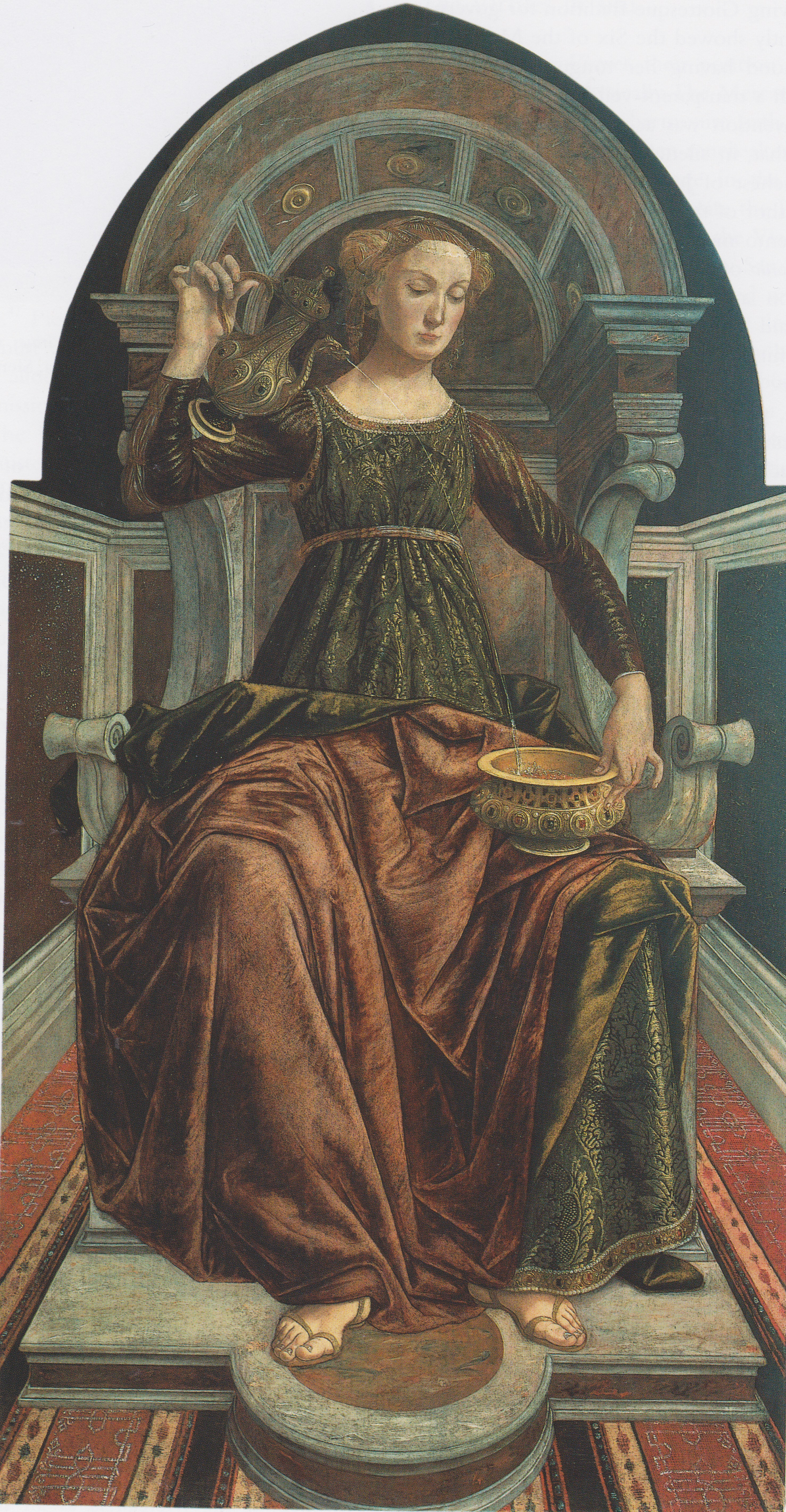
ピエロ・デル・ポッライオーロの『節制』。両作品を比較すると遠近法の用法に違いが見られる。

剛毅の擬人化としての女性像は、優雅なドレスの上に胸当てを着て、頭に翼のある宝冠を身に着け、鉄製の王笏を持ち、精巧に装飾された玉座に座る若々しい女戦士として表されている。
一見すると、鑑賞者の目は画面で最も照らされている点、剛毅像の顔に引き寄せられる。剛毅の視線は下を向いて鑑賞者から目をそらしており、その表情は受動的で無関心であると受け取られている。これはボッティチェッリの女性像の特徴的であった。それはタイトルのテーマとは対照的な魅力である。というのも、女性像が強さを表現しているのなら、なぜ彼女は別の表情をしているのだろうか？　7つの美徳の1つであるこの作品は壁の高いところに設置されることを意図していた。これは鑑賞者の目の高さよりも高いため、鑑賞者は上を見る必要があった。強さがなければ、決して他の6つの美徳を身につけることはできないことから、『剛毅』は徳を描いた全7点の絵画の中でその最初の作品となっている。おそらく女性像の視線は、文字通りそして比喩的に、他の美徳と鑑賞者を見守ることを目的としている。
作品の中で最も印象的な色彩は、明らかに剛毅像の片方の肩から優雅に落ち、膝の上に横たわっているローブの赤である。赤という色は情熱的な愛、怒り、激怒、そして暴力といった、最も極端な感情に関連しており、おそらく困難を乗り越えるときに持つべき強さを象徴している。衣服の柔らかく流れるような襞と、金属製の甲冑の厳格さのコントラストは、男らしさと女らしさの対をテーマにした興味深い効果を生み出している。女性像は壮麗かつ繊細であると同時に活力と勇敢さを維持しているように見える。
絵画の線遠近法もまた『剛毅』に堂々とした印象を加えている。女性像を中心に置いて、画面の前面に押し出し、鋭い光で照らすことで、鑑賞者の注意を彼女が表す美徳だけに集中させている。剛毅像の全体的な顔色は実質的に完璧であるが、剛毅像の目の下の変色はある種の困難を伝えている。この微かに青みがかった色合いは、鑑賞者に彼女が不幸を見たというメッセージを伝えており、本作品に目を向ける通りがかった人が誰でも共感できるヒューマニズムの要素を加えている。
15世紀の鑑賞者にとって、七元徳は哲学と宗教の影響の組み合わせを表していた。初期キリスト教の著述家の偽ディオニュシオスによれば、美徳は「神の愛と勇敢さを授けるもの」であり、「ほとばしる神のエネルギー」を表し、「揺るぎない男らしさを持っている」。ルネッサンス期には寓意はキリスト教の救いの教義に対して使用された。これは哲学体系と社会的奇跡がより広範に適用される結果となった。ボッティチェッリは双方の影響を称賛した。ボッティチェッリの作品には、ダンテ以外にも、『聖書』、リウィウス、オウィディウス、聖アウグスティヌス、ボッカッチョ、アルベルティ、ポリツィアーノといった文学に対する知識の洗練された反映と深い理解が豊富に含まれている。ルネッサンス期の芸術や文化において、非古典的な外観を呈していた中世の擬人像は、理想化された人物像など古典的な形式に復元されたが、中世のイメージのいくつかの側面もまた保持している。中世の区別された美徳の使用は（想起された古い美徳とともに）一般的なそれに置き換えられた。最初に擬人化されたのはヘラクレスであり、その後、1510年頃になると、安定した性質を強調するために長方形の石材の上に座るかあるいは立った女性像として擬人化された。この擬人化はまさにボッティチェッリの『剛毅』に見ることができる。座っているときでさえも『剛毅』の姿勢はわずかにコントラポストをとっている。上半身の体重を左腕に乗せる一方、左足を片方の足よりもわずかに前にずらしている。この姿勢は、まるで彼女が座っている玉座から立ち上がり、彼女を見つめる鑑賞者の仲間になるかのような、前へと歩み出るエネルギーを作り出している。ボッティチェッリの『剛毅』は、より豊かな彫刻装飾が施された様々な種類の大理石の玉座でも際立っている。

## 来歴
18世紀に、商業裁判所の財産は商工会議所に寄贈され、その中には7点の美徳を描いた連作絵画も含まれていた。その後、1777年にウフィツィ美術館に収蔵された。

## ギャラリー

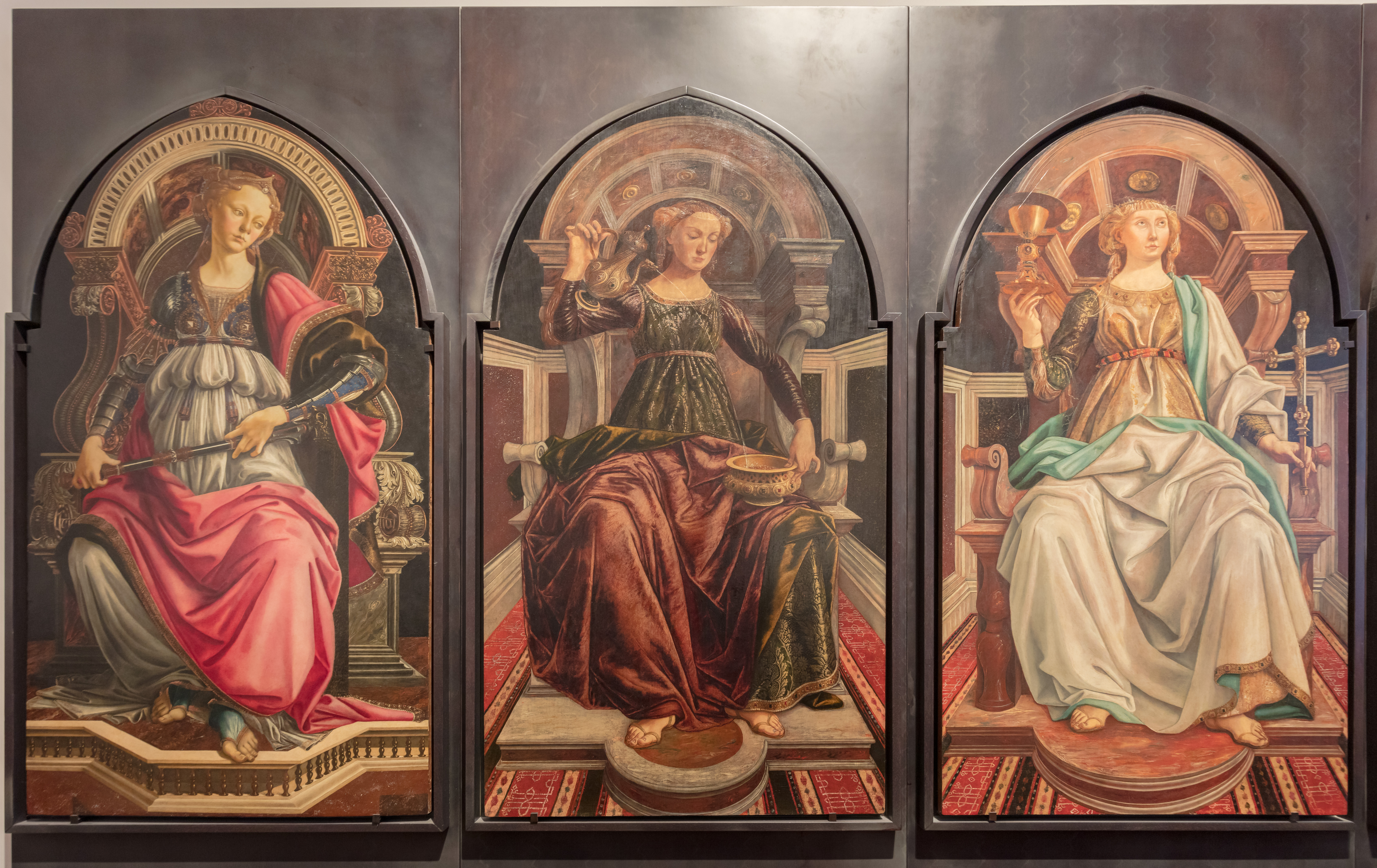
サンドロ・ボッティチェッリ『剛毅』、ピエロ・デル・ポッライオーロ『節制』『信仰』ウフィツィ美術館所蔵
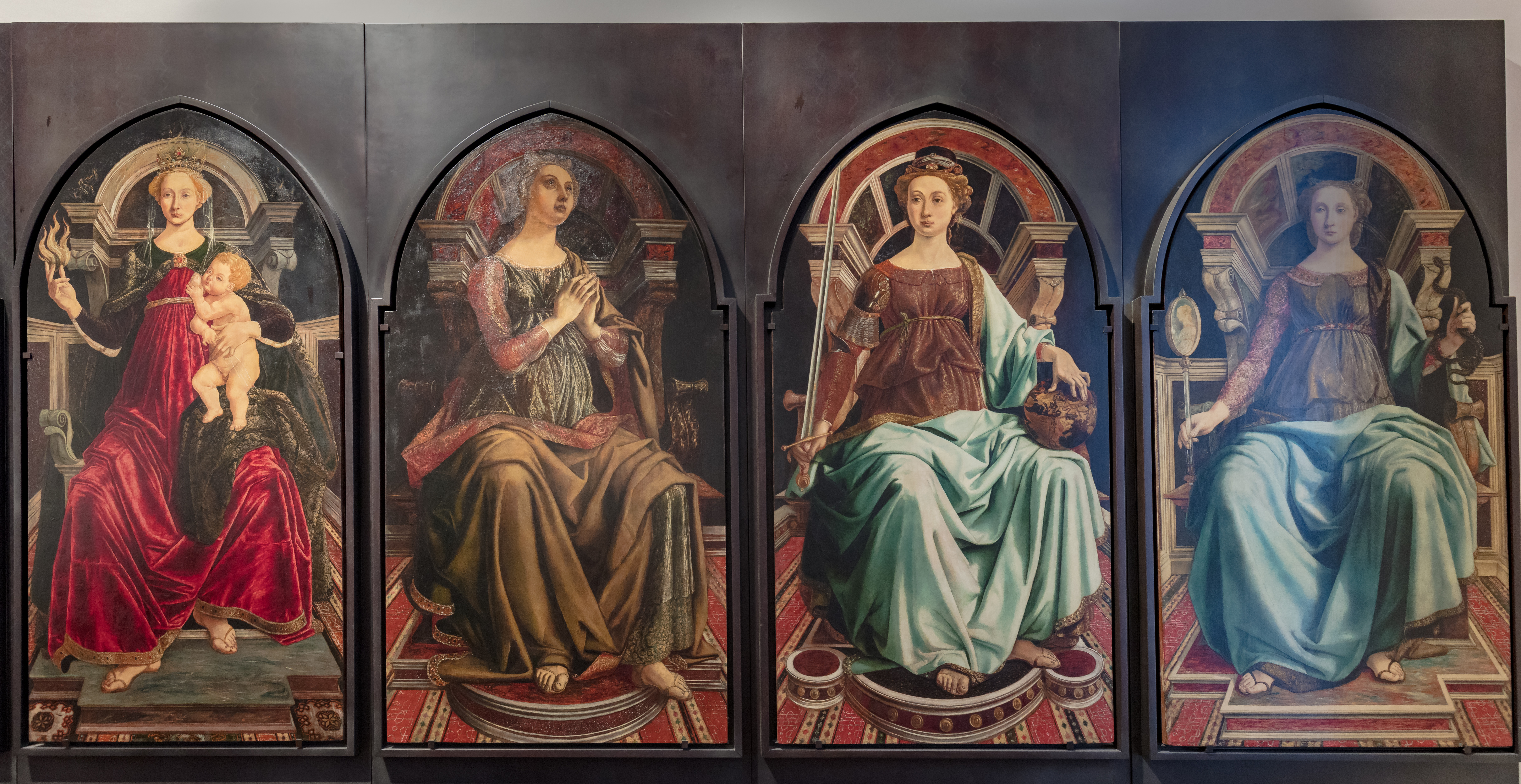
ピエロ・デル・ポッライオーロ『慈愛』『希望』『正義』『賢明』ウフィツィ美術館所蔵